# Browning M2
La M2 o ametralladora Browning calibre .50 es una ametralladora pesada diseñada a finales de la Primera Guerra Mundial por John Moses Browning. Su diseño es similar a la ametralladora Browning M1919, que dispara el cartucho .30-06 Springfield. La M2 dispara el cartucho más grande y potente 12,7 x 99 OTAN (.50 BMG), que fue desarrollado paralelamente con el arma y toma su nombre a partir de esta (BMG es el acrónimo de Browning Machine Gun). Los soldados la apodaron «Ma Deuce», por el M2 de su designación. Esta ametralladora tiene varias designaciones específicas; la designación oficial estadounidense para el modelo de infantería es Ametralladora Browning, Calibre .50, M2, HB, Flexible. Es un arma efectiva contra infantería, vehículos y embarcaciones sin blindaje o ligeramente blindados, fortificaciones ligeras y aeronaves a baja altitud.
La Browning M2 fue ampliamente utilizada como armamento de vehículos y aviones por Estados Unidos desde la década de 1930 al presente. Fue utilizada en la Segunda Guerra Mundial, la guerra de Corea, la guerra de Vietnam, la Revolución Cubana, la guerra de las Malvinas, la guerra de Irak y la guerra de Afganistán. Es la principal ametralladora pesada de los países miembros de la OTAN, además de ser empleada por varios países. Esta ametralladora es el arma que ha sido empleada por más tiempo que cualquier otra arma ligera en el arsenal de las Fuerzas Armadas estadounidenses, a excepción de la pistola M1911, que también fue diseñada por John Moses Browning.
La actual M2HB es producida en Estados Unidos por la General Dynamics y la U.S. Ordnance para las Fuerzas Armadas estadounidenses, siendo distribuida a sus aliados a través del programa Foreign Military Sales, además de ser producida por empresas extranjeras como la FN Herstal.

## Historia
Las ametralladoras tuvieron un amplio uso en la Primera Guerra Mundial, apareciendo algunas con un calibre mayor al de un fusil. Tanto los británicos como los franceses tenían ametralladoras de gran calibre. Los cartuchos más grandes eran necesarios para poder penetrar los blindajes que empezaban a introducirse en el campo de batalla. El blindaje también estaba apareciendo en los cielos. Durante la Primera Guerra Mundial, los alemanes introdujeron un avión con grueso blindaje, el Junkers J.I. Su blindaje hacía que las ametralladoras aéreas que disparaban cartuchos de fusil (como el .30-06 Springfield y otros) fuesen ineficaces.
En consecuencia, el comandante de la Fuerza Expedicionaria Estadounidense, General John J. Pershing, solicitó una ametralladora de mayor calibre. Pershing solicitó al Departamento de Armamento del Ejército que desarrolle una ametralladora con un calibre de al menos 12,7 mm (0.50 pulgadas) y que tuviese una velocidad de boca de al menos 820 m/s (2.700 pies/segundo). El Coronel John Henry Parker, que estaba al mando de una escuela de ametralladoras en Francia, observó la efectividad de un cartucho antiblindaje incendiario francés de 11 mm (0.43 pulgadas). El Departamento de Armamento del Ejército ordenó 8 ametralladoras Colt experimentales calibradas para el cartucho francés de 11 mm. Los franceses habían desarrollado un prototipo de ametralladora de mayor calibre.
El cartucho francés de 11 mm demostró ser inadecuado, debido a su baja velocidad. Pershing quería una bala que pesase al menos 43 g (670 granos) y tuviese una velocidad de boca de al menos 820 m/s (2.700 pies/segundo). Se cancelaron los desarrollos con el cartucho francés.
Hacia julio de 1917, John Moses Browning empezó a rediseñar su ametralladora Browning M1917 de 7,62 mm (.30) para un cartucho de mayor calibre. La Winchester trabajaba en el cartucho, que era una versión agrandada del .30-06 Springfield. La Winchester inicialmente agregó una pestaña al cartucho, porque deseaba emplear el cartucho en un fusil antitanque, pero Pershing insistió en que el cartucho fuese sin pestaña. La primera ametralladora de 12,7 mm fue probada el 15 de octubre de 1918. Disparó con una cadencia menor a 500 disparos/minuto, teniendo una velocidad de boca de apenas 700 m/s (2300 pies/segundo). Se prometió mejorar el cartucho. La ametralladora era pesada, difícil de controlar, disparaba demasiado lento para su uso contra soldados y su cartucho no tenía la potencia necesaria para penetrar blindaje.
Mientras el cartucho de 12,7 mm era desarrollado, se capturaron algunos fusiles antitanque alemanes Mauser 1918 T-Gewehr y sus municiones. Los cartuchos alemanes tenían una velocidad de boca de 820 m/s (2.700 pies/segundo), montaban una bala de 52 g (800 granos) y podían penetrar 25 mm (1 pulgada) de blindaje a 230 m (250 yardas). La Winchester hizo que su cartucho de 12,7 mm tuviese un desempeño similar. Finalmente, la velocidad de boca fue de 840 m/s (2.750 pies/segundo).
Los esfuerzos de John Moses Browning y Fred T. Moore dieron origen a la ametralladora de 12,7 mm enfriada por agua Browning M1921. La versión aérea de esta ametralladora fue llamada Ametralladora aérea Browning, calibre . 50, M1921. Estas ametralladoras fueron empleadas experimentalmente desde 1921 hasta 1937. Tenían cañones ligeros y la cinta de balas solamente podía insertarse desde el lado izquierdo. Las pruebas de servicio plantearon dudas sobre si las ametralladoras serían adecuadas para su empleo como armamento de aviones o como arma antiaérea. Se tomó en consideración una ametralladora M1921 con cañón pesado para vehículos terrestres.
John Moses Browning murió en 1926. Entre 1927 y 1932, el Dr. S.H. Green estudió los problemas de diseño de la M1921 y las necesidades de las Fuerzas Armadas. El resultado fue un único cajón de mecanismos que podía transformarse en varios tipos de ametralladoras de 12,7 mm al instalarle diferentes camisas de enfriamiento, cañones y otras piezas. El nuevo cajón de mecanismos permitía la alimentación tanto desde el lado izquierdo como desde el lado derecho. En 1933, la Colt fabricó varios prototipos de ametralladoras Browning (incluyendo a las que serían conocidas como M1921A1 y M1921E2). sin el apoyo de la Armada, la Colt empezó a fabricar la Browning M2 en 1933. La FN Herstal (Fabrique Nationale) ha fabricado la Browning M2 desde la década de 1930. Otros fabricantes actuales de la Browning M2 son General Dynamics, U.S. Ordnance y Manroy Engineering (Reino Unido).[cita requerida]
Una variante sin camisa de enfriamiento por agua, pero con un grueso cañón enfirado por aire, fue designada como M2 HB (siendo HB el acrónimo en inglés de Heavy Barrel, cañón pesado). La masa y la superficie del nuevo cañón compensaban en cierto modo la pérdida del enfriamiento por agua, al mismo tiempo que reducían el tamaño y peso del arma: la M2 pesaba 55 kg (121 libras) con camisa de enfriamiento llena, mientras que la M2 HB pesa 38 kg (84 libras). Debido al largo procedimiento de cambiar el cañón, se desarrolló un sistema mejorado llamado QCB (acrónimo en inglés de Quick Change Barrel, cañón de cambio rápido). También se desarrolló la versión con cañón ligero de la M2 "Army/Navy", designada como AN/M2, que pesaba 27 kg (60 libras) y fue la ametralladora aérea de 12,7 mm estándar de varios aviones militares estadounidenses de la Segunda Guerra Mundial, reemplazando rápidamente a la ametralladora enfriada por aire AN/M2 de 7,62 mm en casi todos los aviones estadounidenses.

## Detalles de diseño

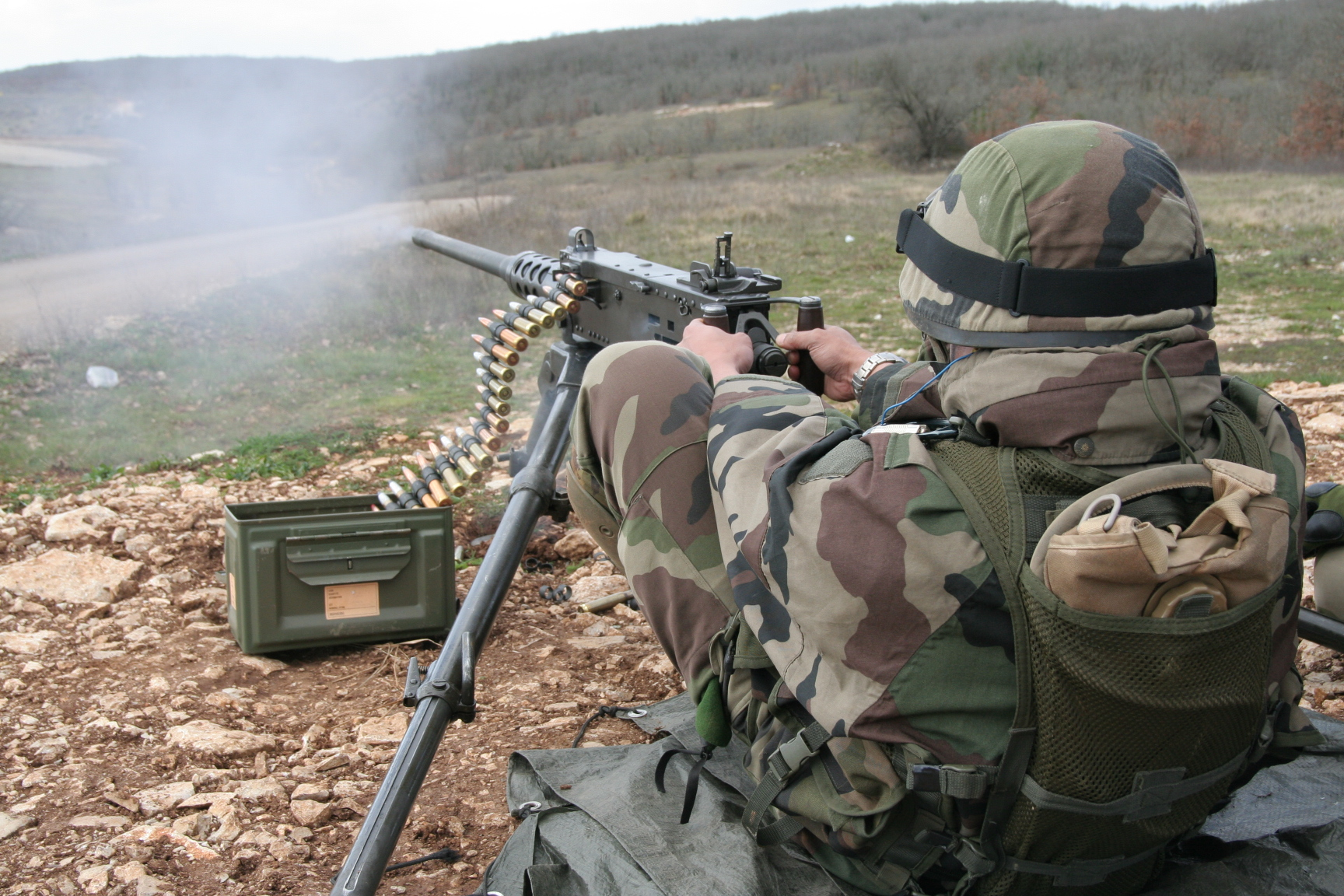
Soldado francés del 2.º Régiment étranger d'infanterie disparando con una Browning M2.

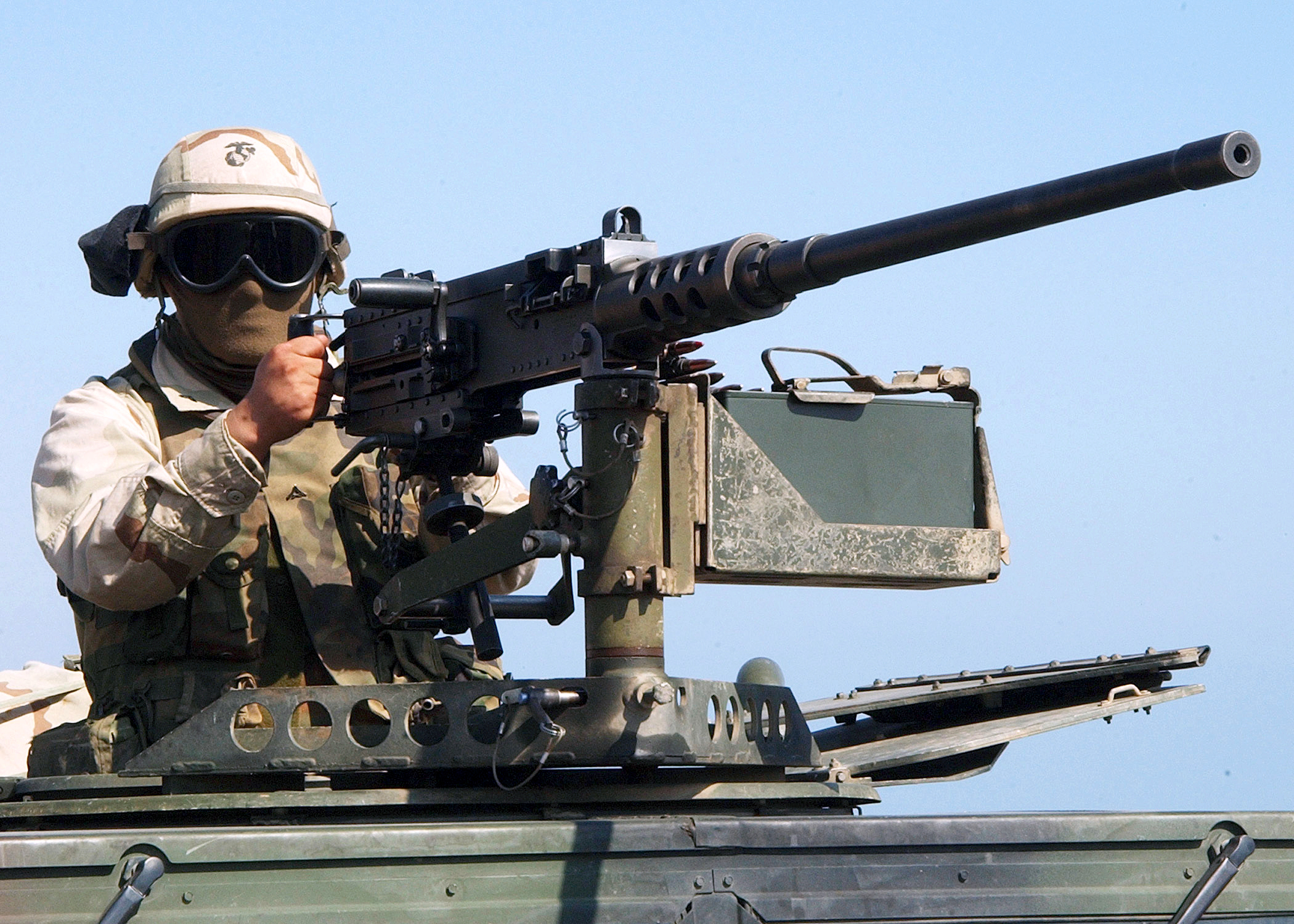
Marine de la 24.ª Unidad Expedicionaria, en Yibuti.

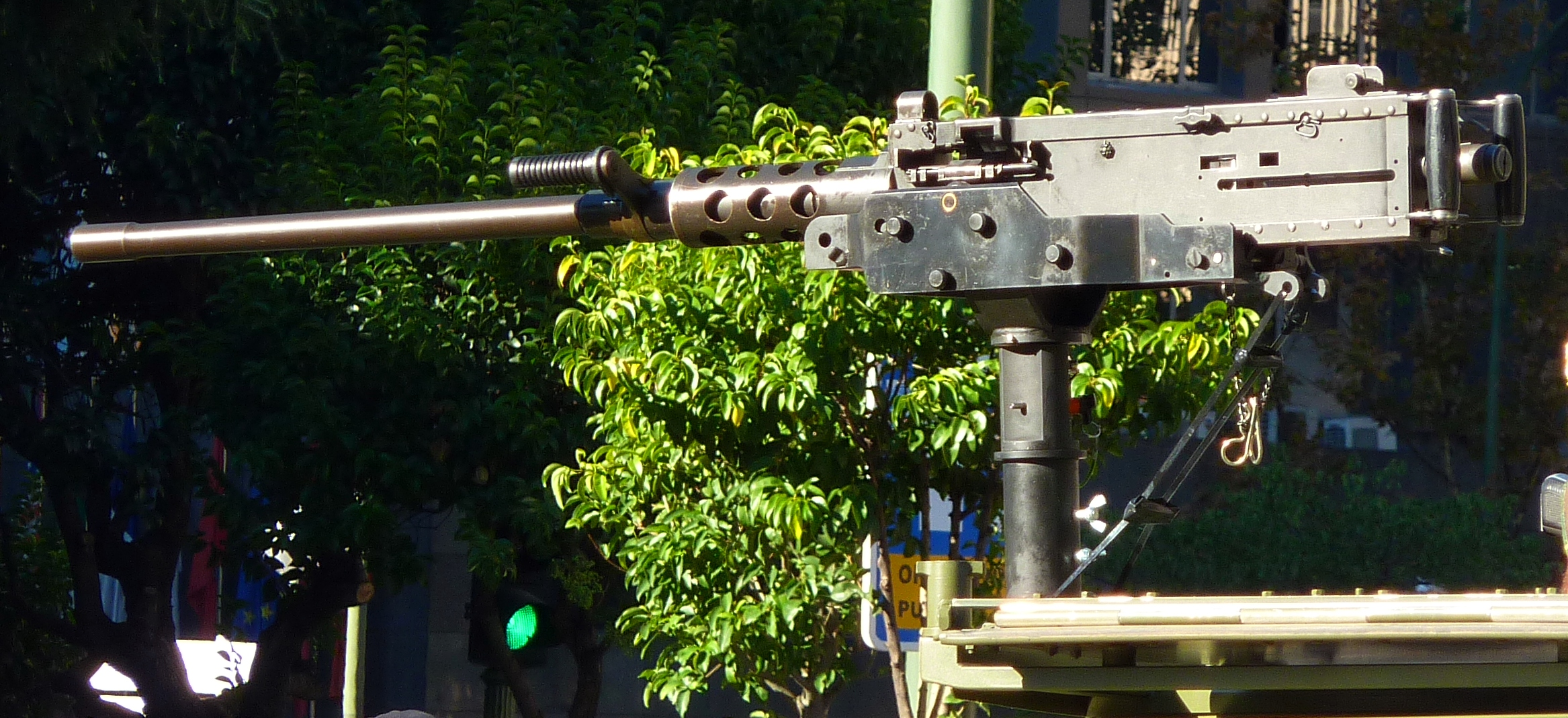
La M-2HB montada sobre un URO VAMTAC del Ejército de Tierra Español.

La ametralladora M2 dispara el cartucho 12,7 x 99 OTAN (.50 BMG), que actualmente también es utilizado en fusiles de francotirador pesados y fusiles de largo alcance debido a su excelente precisión a gran distancia, prestaciones balísticas, enorme poder de parada y letalidad. Es una ametralladora refrigerada por aire y alimentada por cinta que dispara a cerrojo cerrado, usando el sistema de retroceso corto. En esta acción, el cerrojo y el cañón están acoplados y retroceden al disparar el arma. Luego de un corto trecho el cerrojo y el cañón se desacoplan, retrocediendo el primero. Esta acción abre el cerrojo y hace avanzar la cinta, preparando el arma para el siguiente disparo, todo esto a una cadencia de 450-550 disparos/minuto (600-1.200 en las ametralladoras aéreas M2/M3 de la Segunda Guerra Mundial; 300 en la M2 sincronizada con la hélice). Esta cadencia no suele alcanzarse en combate, ya que el fuego continuo a tal cadencia desgastaría el cañón con solamente unos cuantos miles de disparos, debiendo ser reemplazado. La cadencia de la M2 disparando a fuego continuo se sitúa a menos de 40 disparos/minuto.
La M2 tiene un alcance máximo de 7,4 km (4,5 millas) cuando usa munición del tipo Ball, con un alcance máximo efectivo de 1,8 kilómetros (1,2 millas) al ser disparada desde el trípode M3. En su rol de arma portátil terrestre, esta pesa 38 kg (84 lb) y con el trípode M3 ensamblado otros 20 kg (44 libras). En esta configuración, el gatillo "de mariposa" en forma de V se sitúa al extremo del arma, con una agarradera tipo "mango de pala" a cada lado del cajón de mecanismos y el retén del cerrojo al centro. Para disparar, se debe asir ambas agarraderas y apretar el gatillo con uno o ambos pulgares. Cuando el retén del cerrojo ha sido girado hacia abajo, el arma dispara en ráfagas. De otro modo, funciona en modo semiautomático. Para esto, se gira hacia arriba el retén del cerrojo. En ambas modalidades, la M2 se dispara de la forma indicada anteriormente. Al contrario de otras ametralladoras modernas, no tiene seguro. En modelos de producción reciente se han instalado gatillos convencionales dentro de las agarraderas, descartando los gatillos "de mariposa".
Como la M2 fue diseñada desde un principio para adaptarse a diversas configuraciones, puede ser alimentada tanto desde el lado izquierdo como el lado derecho. Esto se logra cambiando los sujetacintas, la bandeja de alimentación, los topes para cartuchos delanteros y traseros, e invirtiendo la palanca de carga. Esta conversión puede hacerse sin herramientas en menos de un minuto.
Entre los diversos tipos de cartuchos usados por esta ametralladora están el M2 Ball, para usarse contra soldados y blancos de material ligero, el trazador M1 y el M962 SLAPT. Este último, así como el cartucho M903 SLAP, pueden atravesar más de 3/4 de pulgada de blindaje de alta dureza a 1500 metros. Esto se logra gracias a un penetrador de wolframio con un diámetro de 7,62 mm (.30 pulgadas). La bala del SLAPT tiene una carga trazadora en su base. El empleo de este cartucho fue aprobado en 1990.
Cuando se disparan cartuchos de fogueo, se debe utilizar un gran adaptador para poder mantener una presión lo suficientemente alta y así poder funcionar en modo automático. El adaptador es bastante característico, acoplándose a la boca del cañón con tres varillas que van hasta la base de este. Es habitual verlo instalado en las ametralladoras M2 utilizadas en operaciones humanitarias o durante maniobras.

## Uso en combate

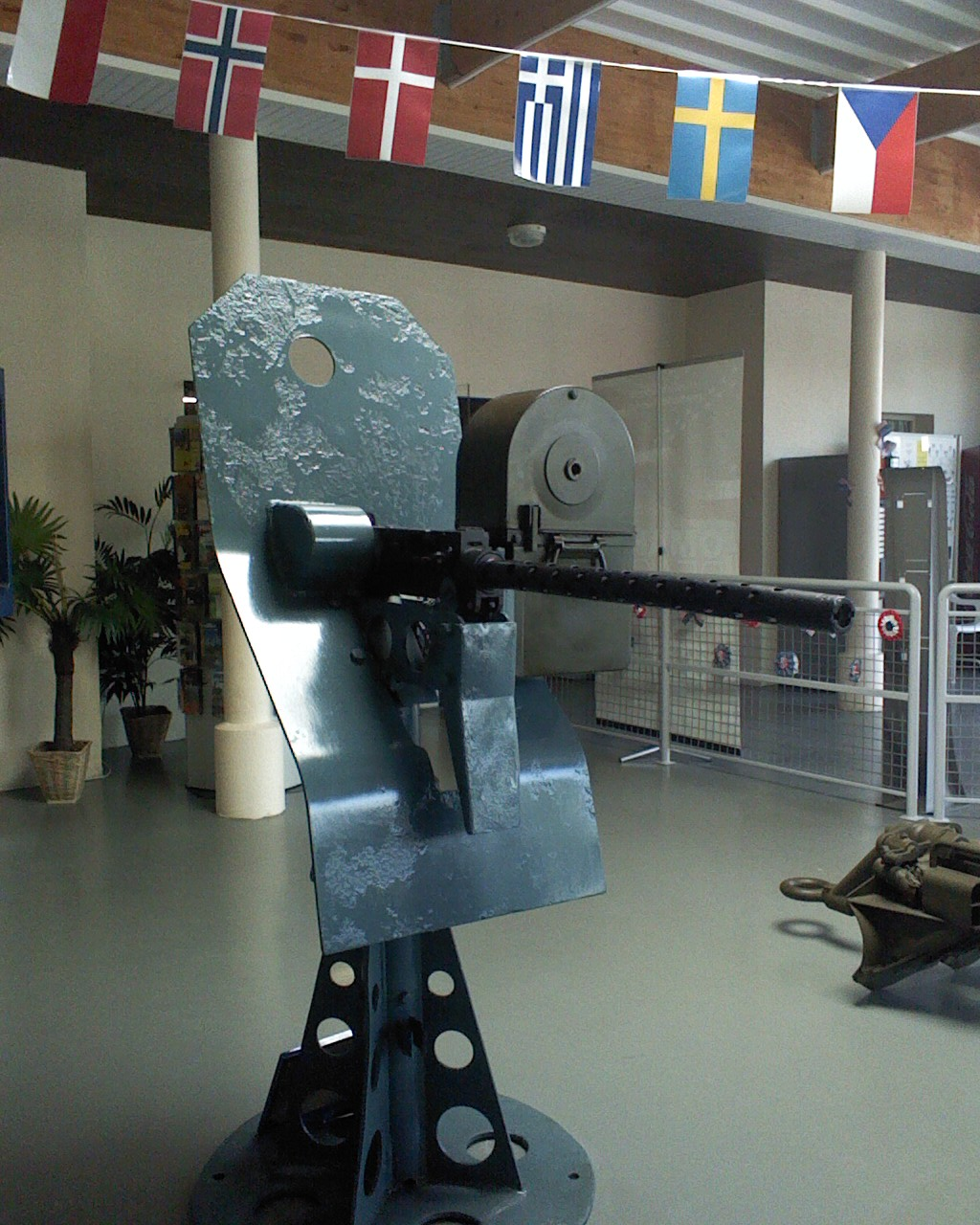
Una ametralladora Browning M2 sobre un afuste especial para barcos de la época de la Segunda Guerra Mundial en un museo en Normandía.

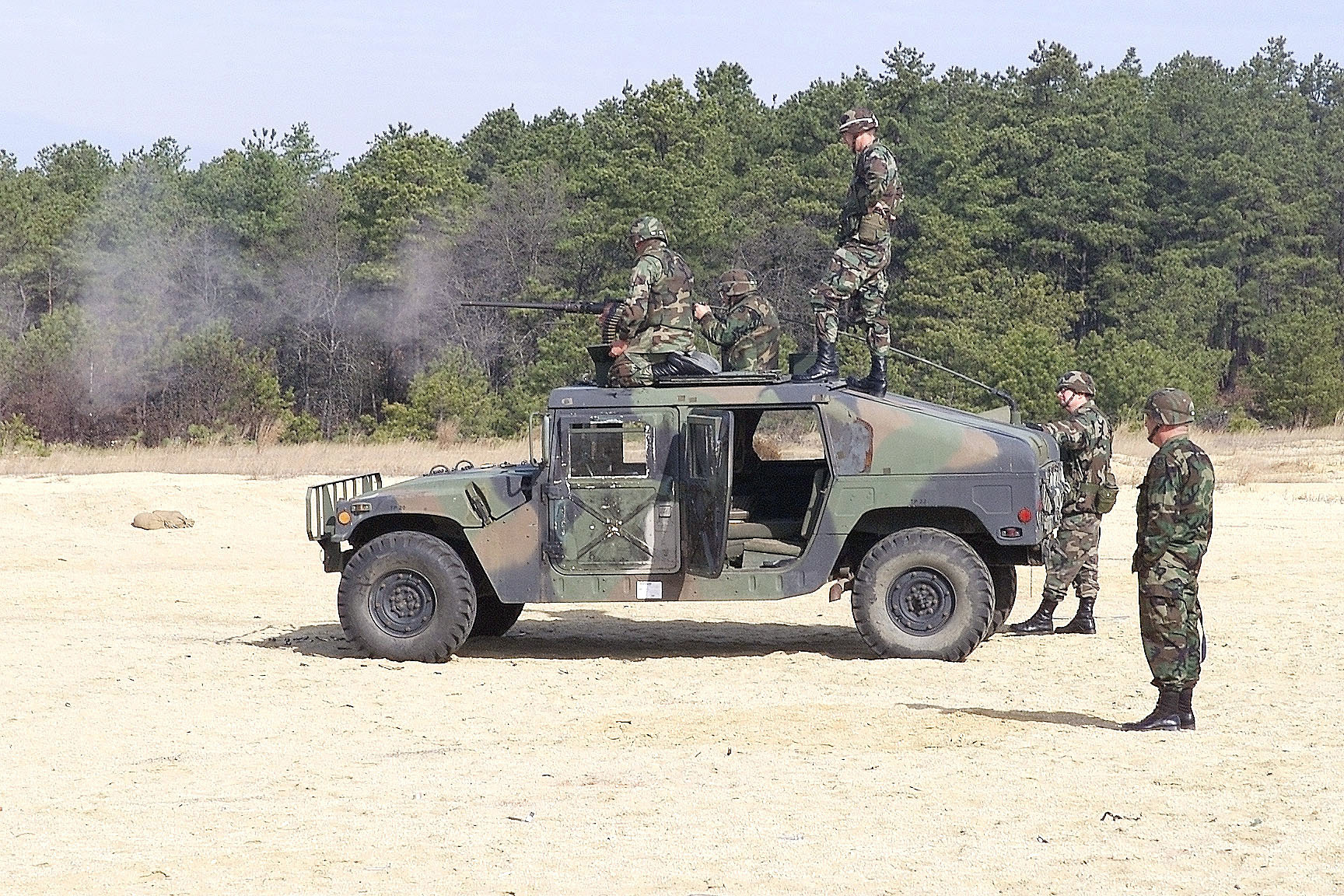
Miembros de la 80ª División, 2º Batallón del Ejército de los Estados Unidos disparando con una ametralladora Browning M2 situada en la parte superior de un HMMWV Humvee.

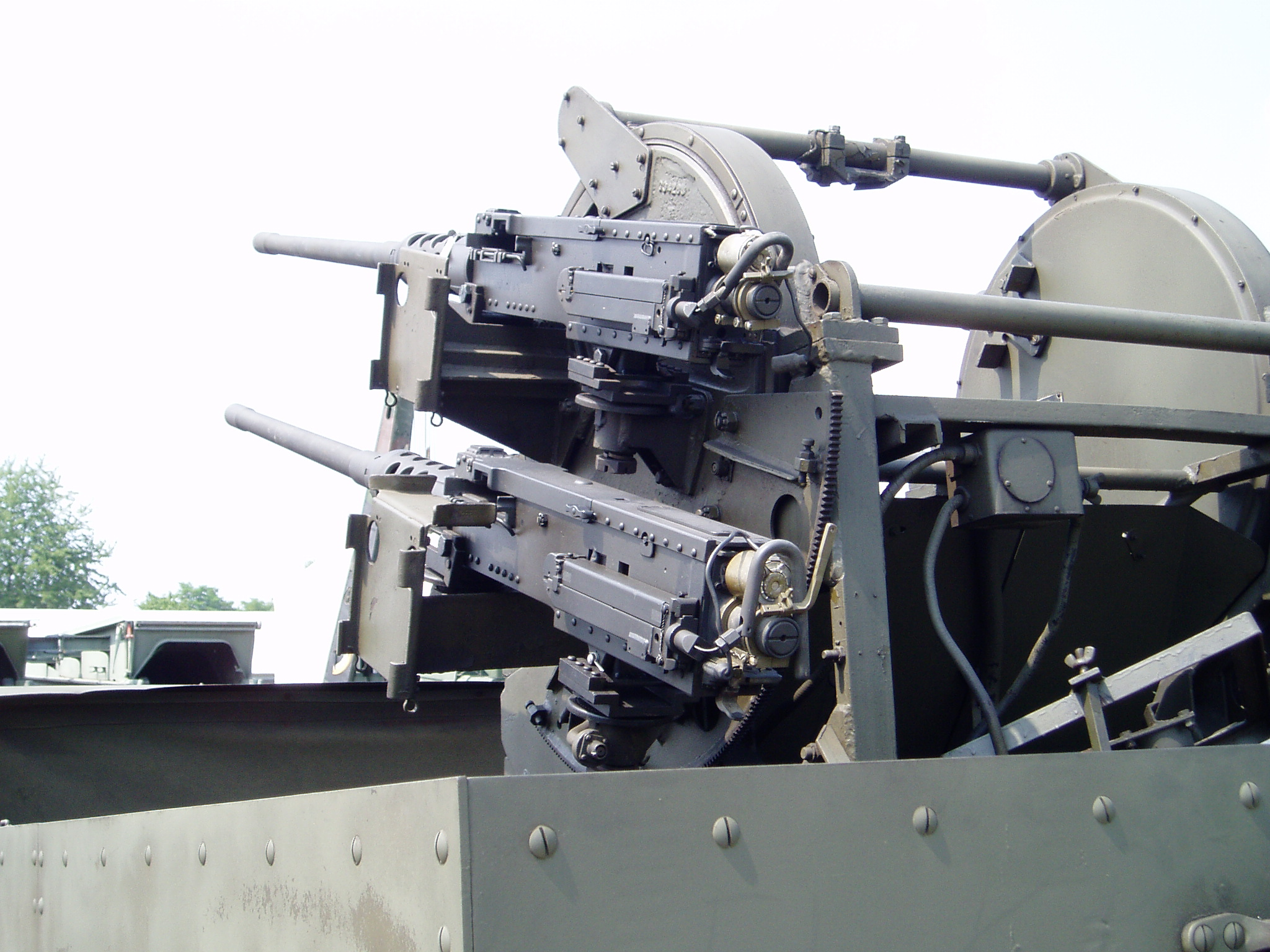
Varias ametralladoras Browning M2 formando parte de un sistema antiaéreo.

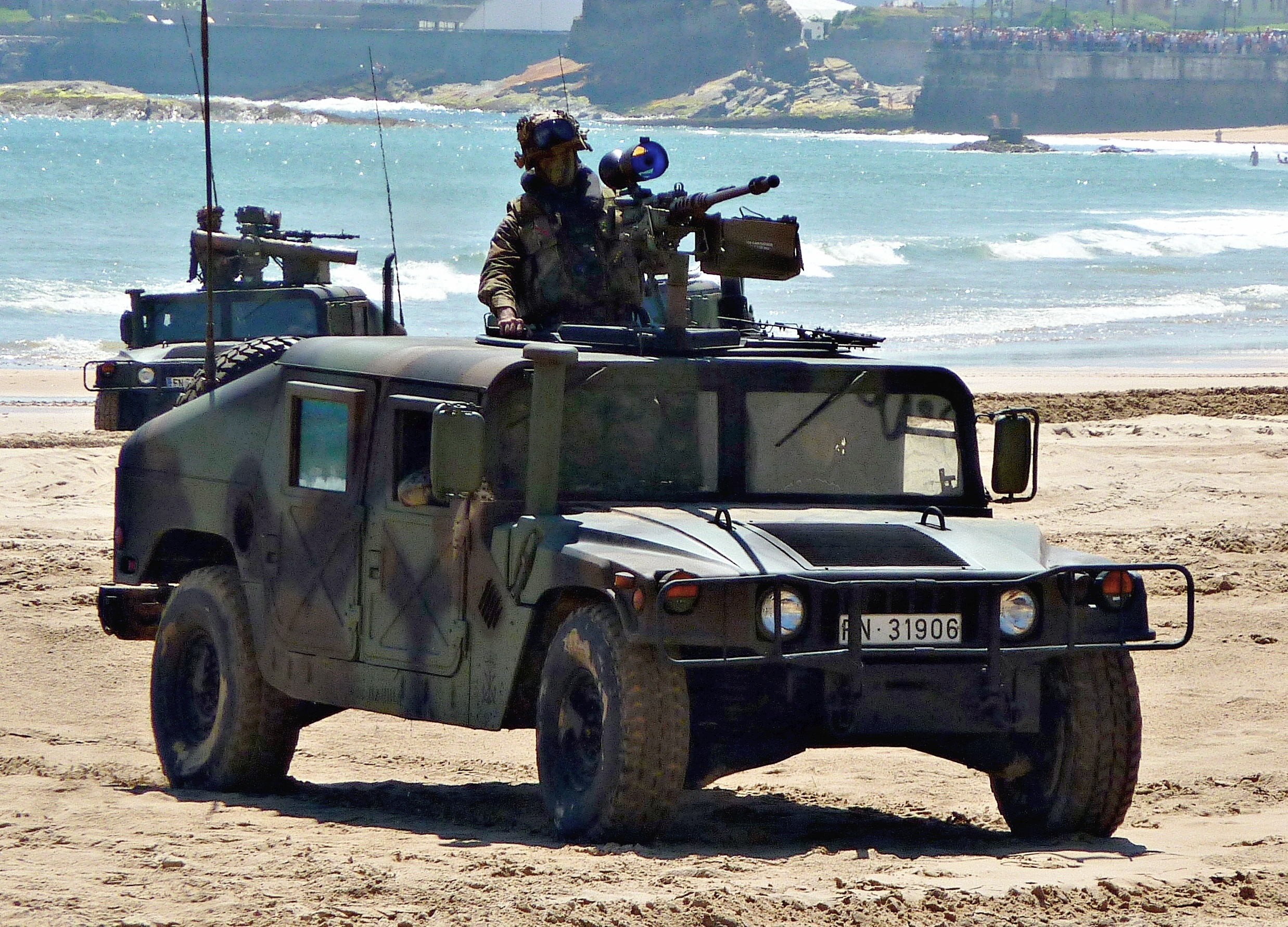
M-2HB de la Infantería de Marina española montada sobre un Humvee.

La ametralladora calibre .50 Browning M2 es usada en diversas funciones:
- Arma media de apoyo a la infantería.
- En baterías de dos ejemplares es utilizada como arma antiaérea en algunas embarcaciones o en tierra. En estos casos, se emplean una ametralladora alimentada desde el lado izquierdo y otra alimentada desde el lado derecho. A veces se montan cuatro o seis ametralladoras en una torreta.
- Arma principal o secundaria de vehículos blindados.
- Arma principal o secundaria de lanchas patrulleras.
- Arma secundaria para la defensa antibuque a bordo de destructores, fragatas y portaaviones.
- Arma coaxial o individual en algunos tanques.
- Armamento principal fijo en cazas estadounidenses de la Segunda Guerra Mundial y la guerra de Corea, tales como el P-51 Mustang, el P-47 Thunderbolt y el F-86 Sabre.
- Armamento defensivo fijo o en afuste flexible en bombarderos de la Segunda Guerra Mundial, tales como el B-17 Flying Fortress y el B-24 Liberator.
- Fusil de francotirador de largo alcance. Esta función fue descubierta durante la guerra de Vietnam por el francotirador de los US Marines Carlos Hathcock. Esto se debe a dos funciones de la M2:

1. La M2HB tiene un modo de fuego automático que se activa al girar hacia abajo el retén del cerrojo. Cuando este ha sido girado hacia arriba, dispara en modo semiautomático. Un tirador experimentado puede disparar tiro por tiro incluso cuando el arma está en modo automático.
2. El mecanismo de elevación y rotación del trípode permite una puntería precisa, al elevar y rotar el arma hasta que el blanco esté en la mira.

Usando la mira telescópica Unertl de su fusil de francotirador Winchester Modelo 70 calibre 7,62 mm y una montura de diseño propio, Hathcock pudo rápidamente convertir la ametralladora M2 en un fusil semiautomático que alcanzaba con precisión blancos situados a más de 2.286 metros (2.500 yardas)- dos veces el alcance del fusil de francotirador Winchester. El éxito de la M2 en esta nueva función dio inicio al desarrollo de fusiles de francotirador, generalmente de cerrojo, diseñados para disparar el mismo cartucho.
Al inicio de la Segunda Guerra Mundial, los Estados Unidos utilizaban la M2 como armamento principal fijo en aviones y como arma antiaérea (en tierra y montada en una amplia variedad de vehículos). Técnicamente aún estaba en servicio como arma antitanque, como originalmente había sido designada. En la mayoría de los vehículos, fue instalada en una posición que solamente permitía su uso como arma antiaérea. Las tropas modificaban los afustes de sus vehículos, especialmente en los tanques y cañones autopropulsados, para que pudiera ser utilizada como arma de apoyo.
Durante la Segunda Guerra Mundial, la M2 tuvo un uso limitado dentro de las fuerzas de la Commonwealth, a pesar de ser el armamento estándar de vehículos blindados de origen estadounidense tales como el M4 Sherman o el M10 Wolverine, que fueron empleados por unidades británicas, canadienses, australianas y neozelandesas a partir de 1942 en adelante.
Los comandantes de tanques de la Commonwealth solían descartar esta ametralladora debido a tres factores. En primer lugar, era un arma antiaérea y la superioridad aérea de los Aliados la hacía innecesaria; en segundo lugar, para emplearla contra blancos en tierra el comandante del tanque debía salir de la torreta, exponiéndose así al fuego enemigo. Finalmente, sobre todo en Italia, se observó que el arma solía atascarse en las ramas de árboles bajos y enredaderas, siendo un potencial peligro para la cabeza y cara del comandante.

## Variantes y derivados

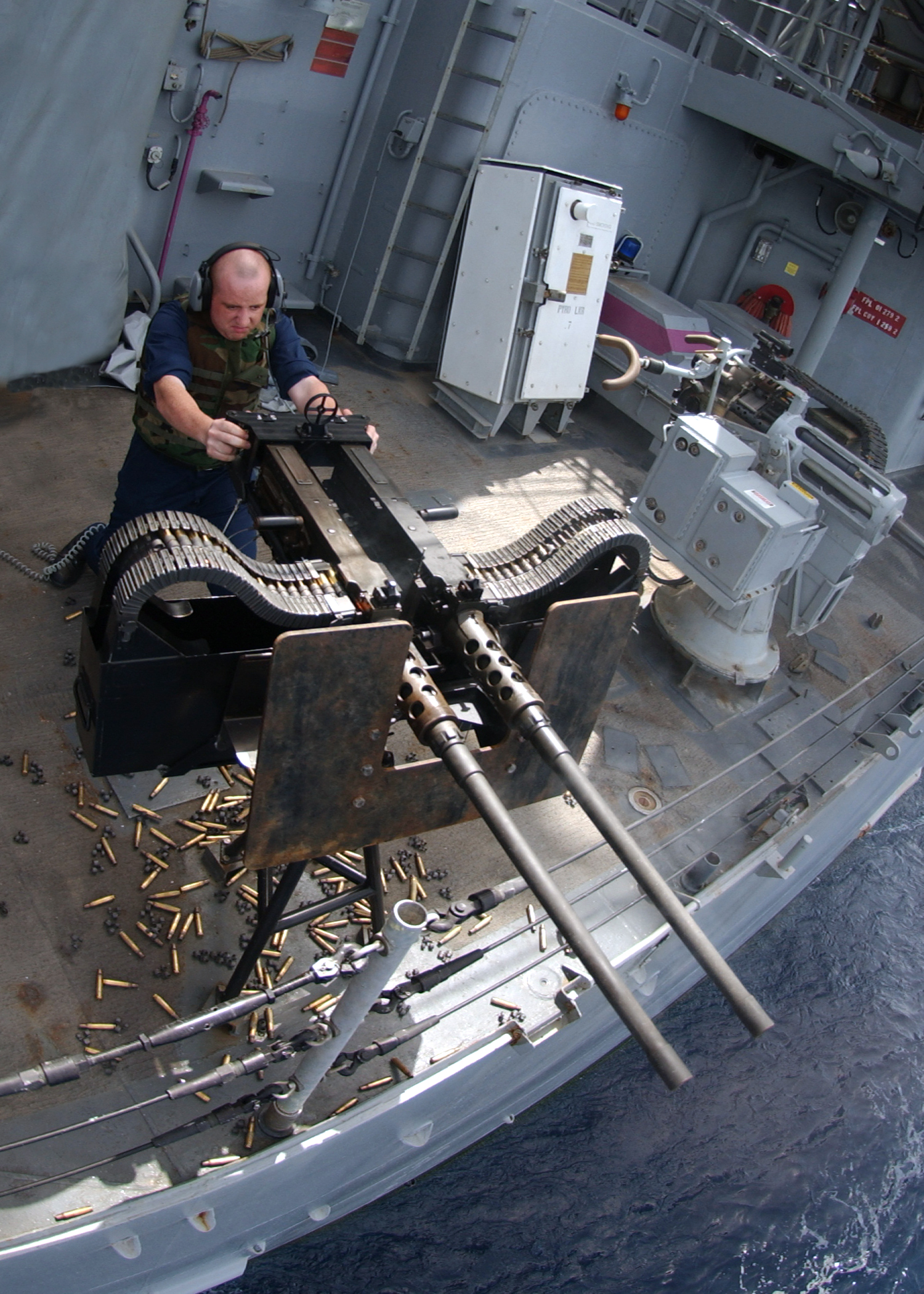
Una batería de dos ametralladoras Browning M2 a bordo del crucero USS Normandy de la Armada de Estados Unidos.

### Variantes de la M2
La ametralladora M2 básica entró en servicio en el ejército estadounidense con diversas subvariantes, todas ellas llevando designaciones diferentes. Como ya se mencionó al inicio, la designaciónn básica es Ametralladora Browning calibre .50, M2. A continuación se describirán sus variantes.
El desarrollo de la ametralladora refrigerada por agua M1921 produjo la M2, lo cual indica que los modelos iniciales de esta eran refrigerados por agua. Estas armas son designadas Ametralladora Browning calibre .50, M2, refrigerada por agua, flexible. No existe una versión fija refrigerada por agua.
Las versiones mejoradas con cañón pesado refrigerado por aire tienen 3 subtipos. El modelo básico de infantería Ametralladora Browning calibre .50, M2, HB, flexible, un modelo desarrollado para utilizarse en el tanque pesado M6 con la denominación de Ametralladora Browning calibre .50, M2, HB, fija y un "tipo torreta", siendo estas dos últimas M2 flexibles ligeramente modificadas para utilizarse en las torretas de los tanques. La denominación Ametralladora Browning calibre .50, M2, HB, torreta solamente fue empleada para manufactura, pertrechamiento, identificación administrativa y diferenciación de las ametralladoras M2 flexibles.
A fines de la Segunda Guerra Mundial se desarrollaron un número adicional de subvariantes. La Ametralladora calibre .50, Browning, M2, cañón pesado, M48 tipo torreta fue desarrollada para la cúpula de la escotilla del comandante del tanque M48 Patton, siendo más tarde utilizada en la escotilla del comandante del M1 Abrams. También fueron desarrolladas tres subvariantes para los buques y otros navíos de la Armada estadounidense. Estas incluyen a la Ametralladora calibre .50, Browning, M2, cañón pesado, montaje suave (Marina) y la Ametralladora calibre .50, Browning, M2, cañón pesado, tipo fijo (Marina). Los tipos fijos se disparan mediante un gatillo solenoide y son alimentados tanto desde el lado derecho como el lado izquierdo para poder instalarse en la batería doble Mk 56 Mod 0 y otras.

### AN/M2, M3, XM296/M296 y GAU-10/A

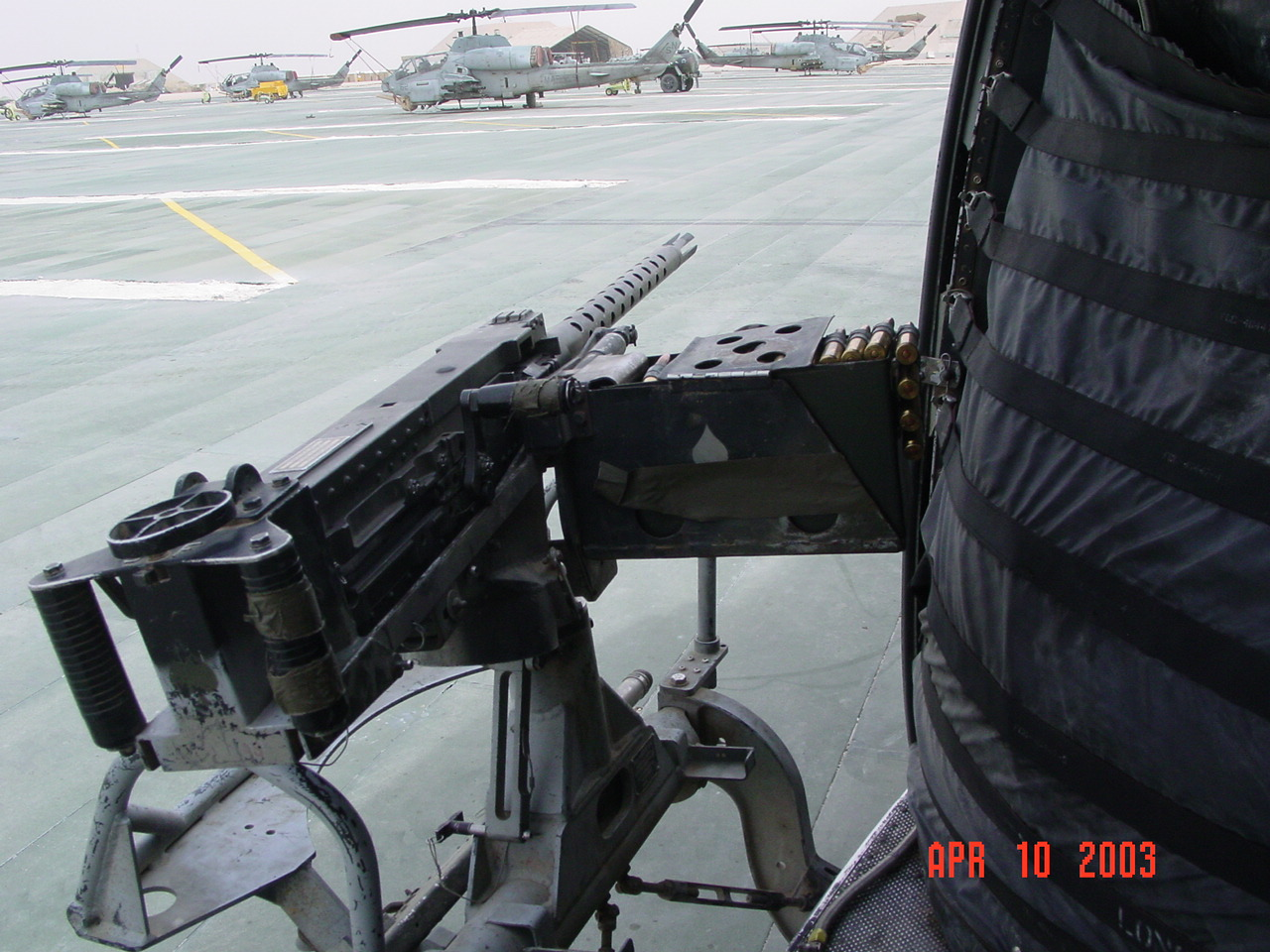
Una Browning M2 montada en un helicóptero UH-1N.

La ametralladora M2 fue ampliamente utilizada como arma fija disparada por control remoto, principalmente en aviones, aunque también en otras aplicaciones. Para este papel específico se desarrolló una variante de esta arma (vista a veces utilizando la designación AN/M2, aunque existieron otras ametralladoras de calibre 7,62 mm (.30) y 12,7 mm (.50) que utilizaban la misma designación), con capacidad de ser disparada con un gatillo solenoide. Para su montaje a bordo de aviones, algunas ametralladoras fueron equipadas con cañones más ligeros que se enfriaban rápidamente gracias a la corriente de aire generada por el movimiento de la aeronave. La denominación oficial de esta arma es Ametralladora Browning, aeronave, cal. .50, M2, seguida tanto de "flexible" como "fija" según fuese instalada en las alas o utilizada por la tripulación de un avión, como en el apostadero central de un bombardero B-17.
La M3 era una variante construida más para ser disparada a control remoto, por lo cual tiene una mayor cadencia de fuego. Esta ametralladora fue utilizada en el contenedor de armamento XM-14/SUU-12/A.
La XM296.M296 es un posterior desarrollo de la ametralladora M2/M3 para ser empleada en aplicaciones disparadas por control remoto, siendo actualmente empleada en un sistema de armamento para el helicóptero OH-58 Kiowa Warrior. La M296 se diferencia de las variantes precedentes por control remoto por la falta del retén del cerrojo que permite el fuego semiautomático.
La GAU-10/A (NNR o Número Nacional de Reserva 1005-01-029-3428) ha sido identificada como miembro de la familia Browning M2 gracias a su inclusión en el número de junio de 2000 de la revista Countermeasure (Vol. N.º 6, disponible aquí). Countermeasure es publicada por el Equipo de Manejo de Riesgos del Ejército, e identifica importantes problemas que los soldados deben tener en cuenta a la hora de manejar situaciones de riesgo y aumentar su seguridad. Aparte de esta conexión, no existe información específica sobre la GAU-10/A, siendo bastante raro que la única información en línea provenga de una publicación del Ejército estadounidense cuando se trata de un arma con denominación de la Fuerza Aérea.

### XM213/M213, XM218, GAU-15/A, GAU-16/A y GAU-18/A

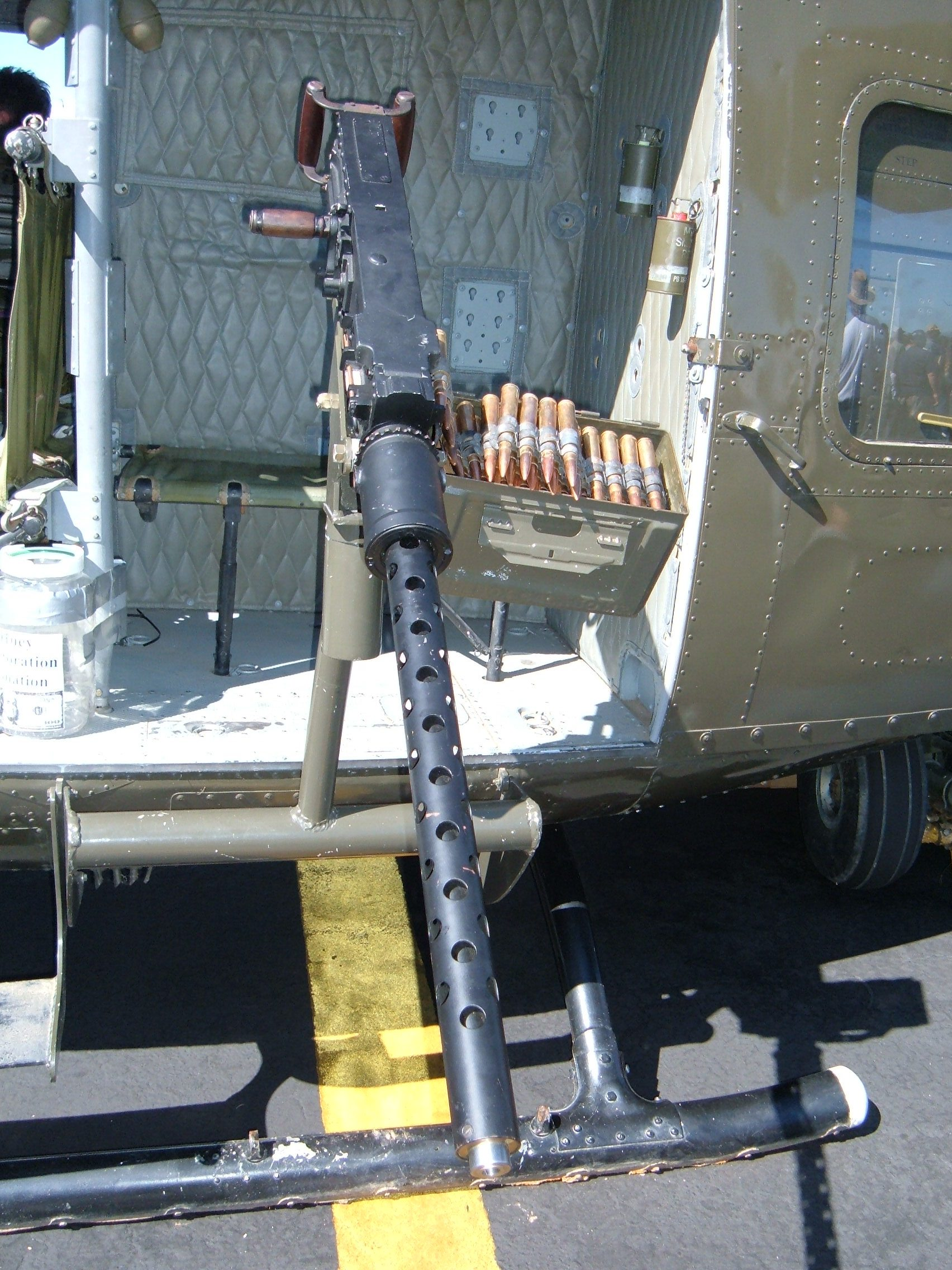
XM213/M213 montada en la puerta izquierda de un helicóptero UH-1H Iroquois "Huey".

La XM213/M213 es una ametralladora AN/M2 modernizada y adaptada para ser disparada desde un afuste de pedestal montado en las puertas de los helicópteros que utilizan el subsistema de armamento M59.
La GAU-15/A, anteriormente identificada como XM218, es un miembro aligerado de la familia de la M2/M3. La GAU-16/A era una GAU-15/A con agarraderas y sistema de puntería modificados para emplearse en papeles similares. Ambas ametralladoras fueron usadas como elementos del subsistema de armamento A/A49E-11 (también conocido como Sistema de Armamento Defensivo).
La GAU-18/A es una variante aligerada de la M2/M3 y es utilizada por la Fuerza Aérea en los helicópteros MH-53 Pave Low y HH-60 Pave Hawk. Estas ametralladoras no utilizan el cañón pesado y por lo habitual son instaladas tanto con la alimentación desde el lado izquierdo, como desde el lado derecho. En esta configuración la ametralladora tiene un adaptador guía-cintas conectado al lado izquierdo. Por medio de este, el arma es alimentada a través de un guía-cintas conectado a contenedores de munición instalados a bordo. Originalmente diseñados para 1700 cartuchos, estos contenedores han sido modificados debido a la estrechez del espacio, llevando ahora la mitad del número original de cartuchos. A pesar de esto, muchos artilleros aéreos consideran engorroso el sistema de guía-cintas, optando por instalar un soporte para acomodar cajas con cintas de 100 cartuchos.

### GAU-21/A y M3P
La serie M3 producida por la empresa FN Herstal también está en servicio en el Ejército estadounidense en dos versiones. Una de ellas, la FN M3P, es empleada en el Sistema de Defensa Aérea Avenger siendo fija y disparada a control remoto. Parece que esta es la designación empleada por el Ejército estadounidense.
La ametralladora flexible M3M ha sido adoptada por la Fuerza Aérea y la Marina estadounidenses con la designación GAU-21/A para emplearse desde afustes de pedestal a bordo de helicópteros.

### M2 E-50 (M2E50)
Un programa de actualización para las ametralladoras M2 de infantería y otras M2 en servicio activo del Ejército estadounidense, largamente aplazado, que les provee con: un cañón de cambio rápido o QCB (siglas de Quick Change Barrel, cañón de cambio rápido en inglés), un riel para montar accesorios, un apagallamas mejorado y un seguro manual.
La designación E50 inicialmente parecía estar dentro de los límites del sistema de denominaciones del Ejército estadounidense. Pero más tarde se observó que este era de hecho un proyecto en desarrollo llamado Enhanced 50 (Mejorada 50). Desarrollado al inicio como un equipo de conversión para las armas ya existentes, es muy probable que las nuevas ametralladoras de serie serán fabricadas según este estándar. En informes recientes del Ejército estadounidense, esta variante es llamada M2E2 o M2A1.

## Usuarios
Además de Estados Unidos, los países que utilizan la Browning M2 son los siguientes:
| País                            | Miembro OTAN                 | Designación | Descripción |
| ------------------------------- | ---------------------------- | --- | --- |
| Alemania                        | Sí                           | MG50-1, M3M | Ametralladora Browning M2HB 12,7 x 99 o M3M |
| Arabia Saudita                  | No                           | | Ametralladora Browning M2HB 12,7 x 99 mm |
| Argentina                       | Aliado Importante Extra OTAN | M2HB | Ametralladora Browning M2HB 12,7 x 99 mm |
| Argentina                       | Aliado Importante Extra OTAN | FN M2 HB QCB                                                                                                   | Ametralladora FN M2HB QCB |
| Australia                       | No                           | M2HB-QCB | Ametralladora Browning M2HB 12,7 x 99 mm (también fabricada localmente bajo licencia por Australian Defence Industries Archivado el 26 de julio de 2011 en Wayback Machine.)         |
| Austria                         | No                           | üsMG M2 | Ametralladora Browning M2HB 12,7 x 99 mm |
| Bahamas                         | No                           | | Ametralladora Browning M2HB 12,7 x 99 mm |
| Baréin                          | No                           | | Ametralladora Browning M2HB 12,7 x 99 mm |
| Bélgica                         | Sí                           | FN M2HB-QCB | Ametralladora Browning M2HB 12,7 x 99 mm, utilizada como arma de apoyo y arma antiaérea en tanques.                                                                                  |
| Benín                           | No                           | | Ametralladora Browning M2HB 12,7 x 99 mm |
| Birmania                        | No                           | | Ametralladora Browning M2HB 12,7 x 99 mm |
| Bolivia                         | No                           | | Ametralladora Browning M2HB 12,7 x 99 mm |
| Bosnia y Herzegovina            | No                           | | Ametralladora Browning M2HB 12,7 x 99 mm |
| Brasil                          | Aliado Importante Extra OTAN | Mtr .50 M2 HB "BROWNING"                                                                                       | Ametralladora Browning M2HB 12,7 x 99 mm |
| Bulgaria                        | Sí                           | | Ametralladora Browning M2HB 12,7 x 99 mm |
| Burkina Faso                    | No                           | | Ametralladora Browning M2HB 12,7 x 99 mm |
| Burundi                         | No                           | | Ametralladora Browning M2HB 12,7 x 99 mm |
| Camerún                         | No                           | | Ametralladora Browning M2HB 12,7 x 99 mm |
| Canadá                          | Sí                           | FN M2HB-QCB, GAU-21                                                                                            | Ametralladora Browning M2HB 12,7 x 99 mm |
| Catar                           | No                           | | Ametralladora Browning M2HB 12,7 x 99 mm |
| Chad                            | No                           | | Ametralladora Browning M2HB 12,7 x 99 mm |
| Chile                           | No                           | FN M2HB-QCB | Ametralladora Browning M2HB 12,7 x 99 mm |
| Colombia                        | Aliado Importante Extra OTAN | M2HB | Ametralladora Browning M2HB 12,7 x 99 mm, Punto cincuenta |
| Corea del Sur                   | Aliado Importante Extra OTAN | K6 (ametralladora pesada estándar), MG50 (siendo retirada de servicio), M3M (empleada por la Unidad Cheonghae) | Un clon de la Ametralladora Browning M2HB QCB 12,7 x 99 mm (fabricada por S&T Dynamics)                                                                                              |
| Costa de Marfil                 | No                           | | Ametralladora Browning M2HB 12,7 x 99 mm |
| Croacia                         | No                           | | Ametralladora Browning M2HB 12,7 x 99 mm |
| Dinamarca                       | Si                           | | M/50 TMG |
| Dinamarca                       | Si                           | M/2001 TMG | 12.7 × 99 mm FNH M2HB-QCB |
| Dinamarca                       | Si                           | ? | ametralladora FNH M3M 12,7 × 99 mm |
| Ecuador                         | No                           | | Ametralladora Browning M2HB 12,7 x 99 mm |
| El Salvador                     | No                           | Ametralladora Pesada M2HB                                                                                      | La mayoría instaladas en blindados como los Humvee y Cashuat |
| Egipto                          | No                           | | |
| Emiratos Árabes Unidos          | No                           | | Ametralladora Browning M2HB 12,7 x 99 mm |
| España                          | Sí                           | Ametralladora Pesada M-2 HB*-M-2 QCB* (Heavy barrel* o Quick Change Barrel*, cañón pesado o de cambio rápido)  | Ametralladora Browning M2HB-M2QCB 12,7 x 99 mm |
| Estados Unidos                  | Si                           | Browning Caliber .50 M2, M2HB, XM218/GAU-16, GAU-21                                                            | Ametralladora Browning M2HB 12,7 x 99 mm |
| Estonia                         | Si                           | Browning M2 a veces mencionada como Raskekuulipilduja Browning M2                                              | Ametralladora Browning M2HB 12,7 x 99 mm. Usuamente montada a bordo de vehículos, como los Pasi XA-180 y XA-188, pero también se emplea montada sobre trípode.                       |
| Etiopía                         | No                           | | Ametralladora Browning M2HB 12,7 x 99 mm |
| Finlandia                       | Si                           | 12,7 RSKK 2005                                                                                                 | Ametralladora Browning M2HB 12,7 x 99 mm en los sistemas de armamento a control remoto Protector de los transportes blindados de personal Patria AMV.                                |
| Francia                         | Sí                           | MIT-12,7, MIT-12,7 CRC (QCB)                                                                                   | Ametralladora Browning M2HB 12,7 x 99 mm o FN QCB |
| Gabón                           | No                           | | Ametralladora Browning M2HB 12,7 x 99 mm |
| Gambia                          | No                           | | Ametralladora Browning M2HB 12,7 x 99 mm |
| Ghana                           | No                           | | Ametralladora Browning M2HB 12,7 x 99 mm |
| Grecia                          | Si                           | | Ametralladora Browning M2HB 12,7 x 99 mm |
| Guatemala                       | No                           | | Ametralladora Browning M2HB 12,7 x 99 mm |
| Honduras                        | No                           | Browning M2 | Ametralladora Browning M2HB 12,7 x 99 mm, empleada por el Ejército Nacional de Honduras.                                                                                             |
| India                           | No                           | M2HB | Ametralladora Browning M2HB 12,7 x 99 mm, en cantidades limitadas |
| Indonesia                       | No                           | | Ametralladora Browning M2HB 12,7 x 99 mm |
| Irán                            | No                           | | Ametralladora Browning M2HB 12,7 x 99 mm |
| Irlanda                         | No                           | .5 Heavy Machine Gun (HMG)                                                                                     | Ametralladora Browning M2HB 12,7 x 99 mm |
| Israel                          | No                           | 0.5 מק"כ ("Makach")                                                                                            | Ametralladora Browning M2HB QCB 12,7 x 99 mm, utilizada como arma de apoyo, a bordo de vehículos y como arma coaxial en las torretas de los tanques.                                 |
| Italia                          | Si                           | | Ametralladora Browning M2HB 12,7 x 99 mm |
| Jamaica                         | No                           | | Ametralladora Browning M2HB 12,7 x 99 mm |
| Japón                           | No                           | 12.7 mm 重機関銃 M2 (fabricada bajo licencia por Industrias Pesadas Sumitomo)                                  | Ametralladora Browning M2HB 12,7 x 99 mm, utilizada en vehículos blindados y como arma coaxial en las torretas de los tanques.                                                       |
| Jordania                        | No                           | | |
| Kuwait                          | No                           | | Ametralladora Browning M2HB 12,7 x 99 mm |
| Letonia                         | Si                           | M2HB-QCB | Ametralladora Browning M2HB 12,7 x 99 mm |
| Líbano                          | No                           | | Ametralladora Browning M2HB 12,7 x 99 mm |
| Liberia                         | No                           | | Ametralladora Browning M2HB 12,7 x 99 mm |
| Lituania                        | Si                           | | Ametralladora Browning M2HB 12,7 x 99 mm |
| Luxemburgo                      | Si                           | Mitrailleuse .50 M2 HB                                                                                         | Ametralladora Browning M2HB 12,7 x 99 mm |
| Madagascar                      | No                           | | Ametralladora Browning M2HB 12,7 x 99 mm |
| Malasia                         | No                           | 12.7 mm M2HB                                                                                                   | Ametralladora Browning M2HB 12,7 x 99 mm, utilizada como armamento fijo en helicópteros y arma coaxial en las torretas de los tanques.                                               |
| Marruecos                       | No                           | Ametralladora Browning M2HB 12,7 x 99 mm                                                                       | |
| México                          | No                           | 12.7 mm M2HB                                                                                                   | Ametralladora Browning M2HB 12,7 x 99 mm, principalmente usada en los enfrentamientos en la "Guerra contra el Narcotráfico" montada sobre camionetas de asalto o vehículos blindados |
| Nicaragua                       | No                           | | Ametralladora Browning M2HB 12,7 x 99 mm |
| Níger                           | No                           | | Ametralladora Browning M2HB 12,7 x 99 mm |
| Nigeria                         | No                           | | Ametralladora Browning M2HB 12,7 x 99 mm |
| Noruega                         | Sí                           | M/50 | Ametralladora Browning M2HB 12,7 x 99 mm |
| Nueva Zelanda                   | No                           | M2HB | Ametralladora Browning M2HB 12,7 x 99 mm |
| Omán                            | No                           | | Ametralladora Browning M2HB 12,7 x 99 mm |
| Pakistán                        | No                           | | Ametralladora Browning M2HB 12,7 x 99 mm |
| Panamá                          | No                           | | Ametralladora Browning M2HB 12,7 x 99 mm |
| Países Bajos                    | Sí                           | MIT-12,7, MIT-12,7 CRC (QCB)                                                                                   | Ametralladora Browning M2HB 12,7 x 99 mm o FN QCB |
| Paraguay                        | No                           | | Ametralladora Browning M2HB 12,7 x 99 mm (considerada antiaérea) |
| Perú                            | No                           | M2HB | Ametralladora Browning M2HB 12,7 x 99 mm |
| Portugal                        | Sí                           | Metralhadora 12,7 mm Browning m/55                                                                             | Ametralladora Browning M2HB 12,7 x 99 mm |
| Reino Unido                     | Sí                           | L2A1 | Ametralladora Browning M2HB 12,7 x 99 mm |
| Reino Unido                     | Sí                           | L6, L6A1 | Ametralladora Browning M2HB 12,7 x 99 mm; arma para telemetría del cañón de 105 mm Royal Ordnance L7 del tanque Centurion.                                                           |
| Reino Unido                     | Sí                           | L11, L11A1 | Ametralladora Browning M2HB 12,7 x 99 mm; arma para telemetría. |
| Reino Unido                     | Sí                           | L21A1 | Ametralladora Browning M2HB 12,7 x 99 mm; arma para telemetría del cañón de 120 mm del tanque Chieftain.                                                                             |
| Reino Unido                     | Sí                           | L111A1 | Ametralladora Browning 12,7 x 99 mm/FN M2HB QCB (fabricada bajo licencia por Manroy)                                                                                                 |
| Reino Unido                     | Sí                           | M3M | Ametralladora Browning M2HB 12,7 x 99 mm; M2 actualizada para su empleo en el Commando Helicopter Force y otras unidades como ametralladoras en las puertas de helicópteros.         |
| República Democrática del Congo | No                           | | |
| República Dominicana            | No                           | M2HB | Ametralladora antitanque/tanqueta Browning M2HB 12,7 x 99 mm |
| Ruanda                          | No                           | | Ametralladora Browning M2HB 12,7 x 99 mm |
| Rumania                         | Si                           | | Ametralladora Browning M2HB 12,7 x 99 mm |
| Senegal                         | No                           | | Ametralladora Browning M2HB 12,7 x 99 mm |
| Serbia                          | No                           | | Ametralladora Browning M2HB 12,7 x 99 mm |
| Singapur                        | No                           | | Ametralladora Browning M2HB 12,7 x 99 mm |
| Somalia                         | No                           | | Ametralladora Browning M2HB 12,7 x 99 mm |
| Sudáfrica                       | No                           | M2HB (fabricada bajo licencia por ARAM (Pty) Ltd)                                                              | Ametralladora Browning M2HB 12,7 x 99 mm |
| Suecia                          | No                           | Kulspruta 88 (Ksp 88, fabricada bajo licencia por Bofors)                                                      | Ametralladora Browning M2HB 12,7 x 99 mm |
| Suiza                           | No                           | Mg 64 | Ametralladora Browning M2HB 12,7 x 99 mm |
| Tailandia                       | No                           | ปืนกล 93 | Ametralladora Browning M2HB 12,7 x 99 mm |
| Taiwán                          | No                           | | Ametralladora Browning M2HB 12,7 x 99 mm |
| Togo                            | No                           | | Ametralladora Browning M2HB 12,7 x 99 mm |
| Tonga                           | No                           | | Ametralladora Browning M2HB 12,7 x 99 mm |
| Túnez                           | No                           | | Ametralladora Browning M2HB 12,7 x 99 mm |
| Turkmenistán                    | No                           | | |
| Turquía                         | Si                           | | Ametralladora Browning M2HB 12,7 x 99 mm |
| Unión Soviética                 | No                           | Recibió 3100 ametralladoras antiaéreas M2, a través del Lend-Lease.                                            | |
| Uruguay                         | No                           | M2HB | Ametralladora Browning M2HB 12,7 x 99 mm |
| Venezuela                       | No                           | FN/Browning M-2HB                                                                                              | Ametralladora Browning M2HB 12,7 x 99 mm Uso defensivo de fortines o montadas en vehículos como el Tiuna.                                                                            |
| Yemen                           | No                           | | Ametralladora Browning M2HB 12,7 x 99 mm |
| Yibuti                          | No                           | | Ametralladora Browning M2HB 12,7 x 99 mm |
| Rodesia                         | No                           | | Ametralladora Browning M2HB 12,7 x 99 mm |

### Armas similares
- MG 131
- WKM-B
- DShK
- NSV
- Kord

### Listas relacionadas
- Anexo:Material de Guerra del Ejército Nacional de Colombia
- Anexo: Materiales del Ejército de Tierra de España
- Anexo:Materiales de la Infantería de Marina Española
- Anexo:Material de Guerra del Ejército Nacional de Venezuela